# Psary (powiat skierniewicki)
Psary (Psary Dzwonkowskie) – wieś w Polsce położona w województwie łódzkim, w powiecie skierniewickim, w gminie Nowy Kawęczyn.

## Położenie
Wieś leży na Równinie Łowicko-Błońskiej, w północno-wschodniej części województwa łódzkiego, ok. 70 km na południowy zachód od Warszawy nad niewielkim strumieniem o nazwie Liska, wpadającym do Rawki.

## Opis miejscowości
Osada położona jest na terenie równinnym. Leży przy szosie do Jeruzala i jest nietypową ulicówką składającą się z dwu przecinających szosę równoległych uliczek, wzdłuż których stoją zabudowania. Główną wsią jest północna, znacznie dłuższa uliczka, przy której stoi kilkakrotnie więcej budynków niż w części południowej. Oba człony miejscowości oddziela płynąca równolegle do uliczek niewielka rzeczka będąca dopływem Rawki (rzeczka ta w ostatnich latach znacznie się zmniejszyła, w niedalekiej przyszłości może całkiem wyschnąć). Na wieś składa się także kilku domów stojących przy szosie, łączącej obie części osady. 
Przyjeżdżający do Psar letnicy wybudowali sporo nowych budynków, stanowiących letnie mieszkania. Budynki te ulokowane są w większości na obrzeżach wioski, często w pewnym oddaleniu od głównej grupy zabudowań.
Zabudowania w Psarach są parterowe, w zdecydowanej większości murowane, przy czym niektóre z nowszych domów letniskowych przypominają rezydencje.
We wsi brak sklepu (zlikwidowano go w 2003 r.), jest natomiast przystanek PKS, na którym trzy – cztery razy na dobę zatrzymują się autobusy.
Kościół parafialny mieszkańców Psar znajduje się w odległym o ok. 4 km Jeruzalu.

## Okolica
Na otoczenie miejscowości składają się głównie pola uprawne, nieużytki porosłe młodym sosnowo-brzozowym lasem, a także łąki i niewielkie lasy. Od południa do Psar przylega poligon wojskowy w Raduczu, dawniej porośnięty trawą, wrzosami i krzewinkami, obecnie w szybkim tempie zarastający młodym lasem złożonym z głównie z sosen i brzóz. Na poligonie tym w latach 60. nakręcono część scen serialu Czterej pancerni i pies

## Ludność
Psary liczą około 30 mieszkańców. Niegdyś były wsią znacznie liczniejszą, ale populacja zmniejszyła się w latach 60. i 70. na skutek migracji do miast, głównie Łodzi, Warszawy i Skierniewic.
W okresie letnim przyjeżdża do wsi spora grupa letników, głównie spośród dawnych mieszkańców osady.

## Historia
Psary są starą miejscowością. Ich okolice były gęsto zaludnione od średniowiecza, zaś sama osada, według niepotwierdzonych danych, może pochodzić nawet z X/XI w., na pewno zaś istniała w wieku XV.
Wieś szlachecka położona była w drugiej połowie XVI wieku w powiecie bielskim ziemi rawskiej województwa rawskiego.
Do lat 60. XX w. Psary były średniej wielkości wsią rolniczą, zamieszkaną przez ok. 150-250 osób, jednak wyjazd większości ludzi młodych do miast spowodował zmiany struktury demograficznej osady, a w konsekwencji – znaczące zmniejszenie liczby ludności oraz praktyczny upadek rolnictwa w Psarach.
W latach 1975–1998 miejscowość należała administracyjnie do województwa skierniewickiego.

## Urodzeni w Psarach
- Ignacy Starzyński – polski ziemianin, przedsiębiorca, poseł powiatu zgierskiego województwa mazowieckiego na sejm Królestwa Kongresowego 1830 roku i sejm powstania listopadowego (1830-1831)[5].